# René Bianchi
René Bianchi (* 20. Mai 1934 in Conflans-Sainte-Honorin) ist ein ehemaliger französischer Radrennfahrer und nationaler Meister im Radsport.

## Sportliche Laufbahn
Als Amateur startete er für den Verein UV Aube. Bianchi gewann 1956 bei den Olympischen Sommerspielen in Melbourne mit der französischen Mannschaft die Silbermedaille in der Mannschaftsverfolgung auf der Bahn hinter dem Vierer aus Italien. 1955 hatte er das Straßenrennen Paris–Rouen gewonnen, ein Jahr später Paris–Vailly. 1959 wurde er französischer Meister in der Einerverfolgung. 1960 löste er eine Lizenz als Unabhängiger und erhielt einen Vertrag mit dem Team Peugeot, in dem Rik van Steenbergen Teamchef war. Schon ein Jahr später beendete er seine Laufbahn.